# Xã Elm Mills, Quận Barber, Kansas
Xã Elm Mills (tiếng Anh: Elm Mills Township) là một xã thuộc quận Barber, tiểu bang Kansas, Hoa Kỳ. Năm 2010, dân số của xã này là 135 người.